# نفايات محلية صلبة
النفايات المنزلية هي مخلفات نشاط الإنسان في حياته اليومية نجد أن نسبتها تتزايد في البلدان النامية خاصة في ظل التضخم السكاني وقد تؤدي هذه النفايات في غياب الوعي الصحي إلى أضرار جسيمة ويرجع سبب تراكمها إلى عدة عوامل أهمها:
- النمو السكاني حيث هناك تناسب طردي فكلما زاد عدد الأفراد إلا وزادت كمية المخلفات الناتجة عن كل فرد منهم
- تطور المستوى المعيشي حيث يتغير نمط الاستهلاك مثل العادات غير السليمة كطبخ كميات كبيرة من الأطعمة أو شرائها وقد لا يستهلكها الفرد وتأخذ طريقها إلى النفايات وشراء الأكواب والملاعق والصحون البلاستيكية والورقية غير المرتجعة والتي لا يمكن استعمالها مرة ثانية
- التطور الاقتصادي حيث ساهمت زيادة المصانع في توفير معلبات الأكل الجاهز والأكواب والملاعق والصحون البلاستيكية والورقية غير قابلة للاستعمال مرة أخرى مما يجعلها سببا في تراكم النفايات المنزلية.[1][2][3]

## تصنيف النفايات المنزلية

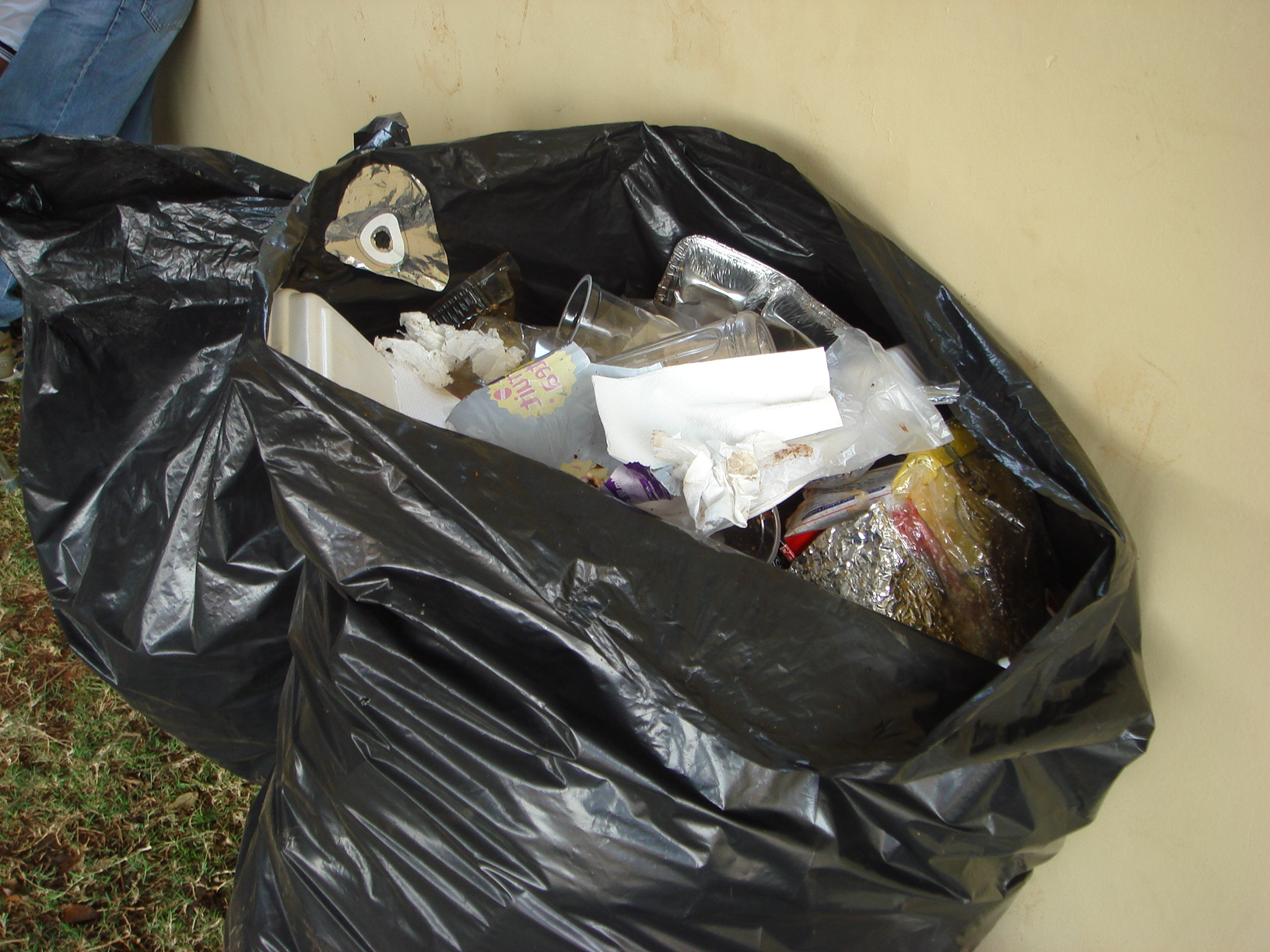
طريقة جمع النفايات المنزلية الصلبة

تصنف النفايات المنزلية حسب المعاير التالية:

### المكونات
تتكون النفايات من :
- نفايات عضوية:وهي نفايات قابلة للتخمر مثل بقايا الطعام و مخلفات الحدائق.
- نفايات غير عضوية:وهي نفايات لا تتوفر على مركبات عضوية مثل البلاستيك، معادن، أثواب.

### الحالة الفزيائية
نفايات صلبة
هي كل مادة غير صالحة للاستعمال أو غير مرغوب فيها ناتجة عن عملية استعمال أو إنتاج تصرف وتوجه إلى أوساط مستقبلة بعد المعالجة وهي ناتجة من استعمالات المواد التالية
- - الورق:ورق الصحف، المكاتب، المدارس، الكرتون وغيرها.
  - الزجاج: القوارير، المرطبنات، قطع الزجاج المكسر
  - الألمنيوم:علب المشروبات الغازية
  - البلاستيك:قوارير الماء، الأكياس البلاستيكية وأغطية الزراعة
  - معادن أخرى: المعلبات، هياكل السيارات والبطاريات.
  - مواد أخرى: إطارات السيارات المستعملة مخلفات مواد البناء الأثاث، والملابس المستعملة.

نفايات سائلة

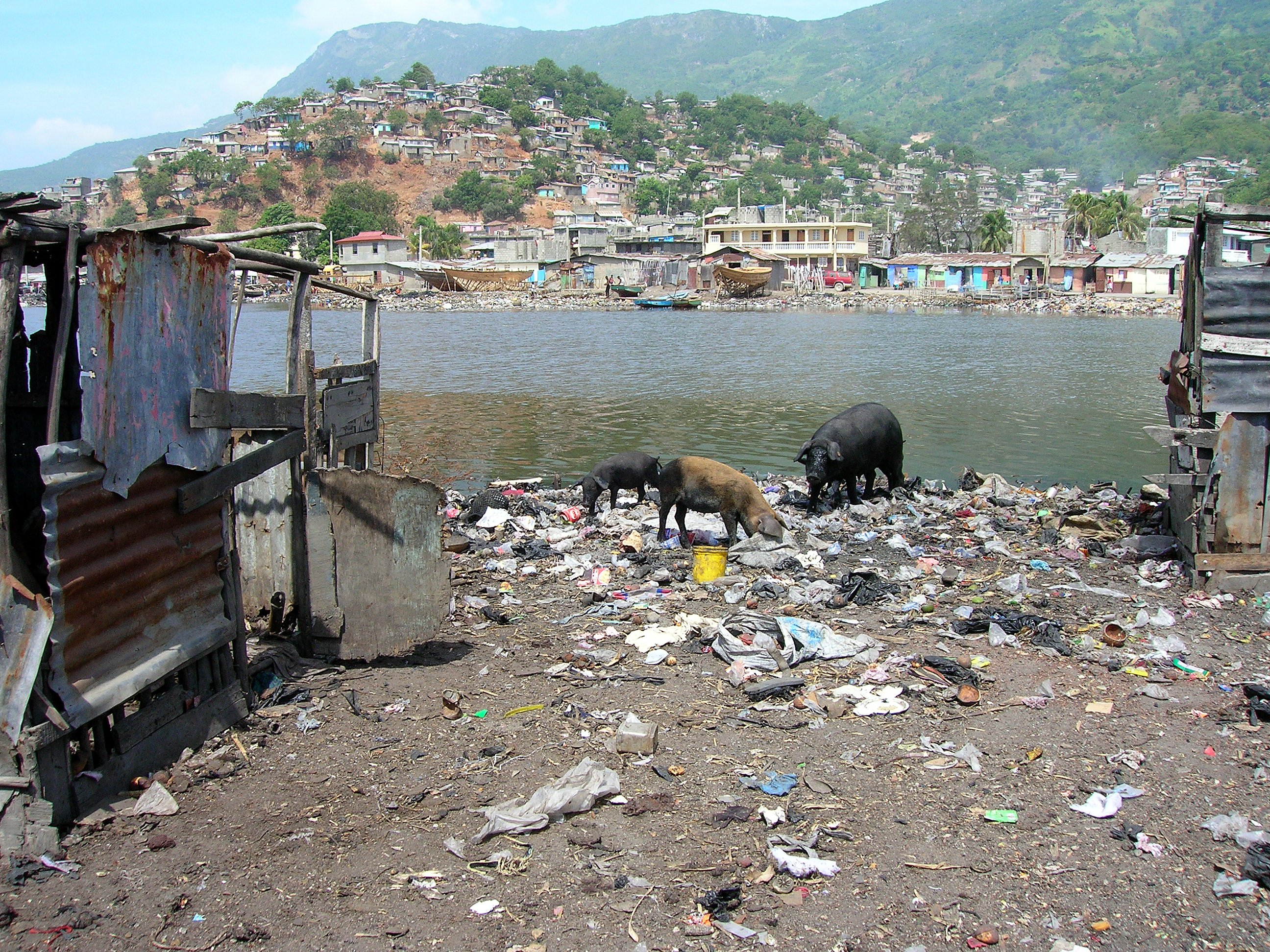
مياه عكرة

مياه ناتجة عن استعمالات المنازل وتكون هذه المياه عكرة ذات لون مائل الاصفرار أو داكن تحتوي على مواد عضوية كبقايا الطعام البول والمواد الكيميائية كالصابون والمنظفات التي تشمل مياه المطابخ، مياه الغسيل ومياه الحمامات والمركبات الهيدروكربونية وبعض أنواع البكتيريا التي تسبب أمراض خطيرة للإنسان

## اخطار النفايات المنزلية
تشكل النفايات المنزلية خطرا على البيئة و خصوصا المياه الجوفية

### الإنسان
تسبب الغازات السامة الناتجة عن احتراق النفايات خطرا على صحة الإنسان
- أحادي أكسيد الكربون
  - بكمية كبيرة: سام بالنسبة للجهاز القلبي والتنفسي وأحيانا مميت.
  - بكمية ضعيفة: يعرقل نقل الأكسجين إلى الدماغ والقلب والعضلات.
- اوكسيدات الازوت

تسبب اضطرابات في الجهاز التنفسي وأزمات الربو
- اوكسيدات الكبريت

اضطرابات في الجهاز التنفسي والقلبي وأزمات الربو
- الديوكسين

تؤثر على الجهاز المناعي والعصبي والهرموني، تسبب السرطان
- الألدهيد

يسبب اضطرابات تنفسية
- البنزن

تسبب السرطان

### الاقتصاد
يكلف تدبير النفايات المنزلية اعتمادات مالية مهمة بالمقابل تحتوي هذه النفايات على عدة مواد يمكن إعادة استعمالها كمواد أولية

### البيئة

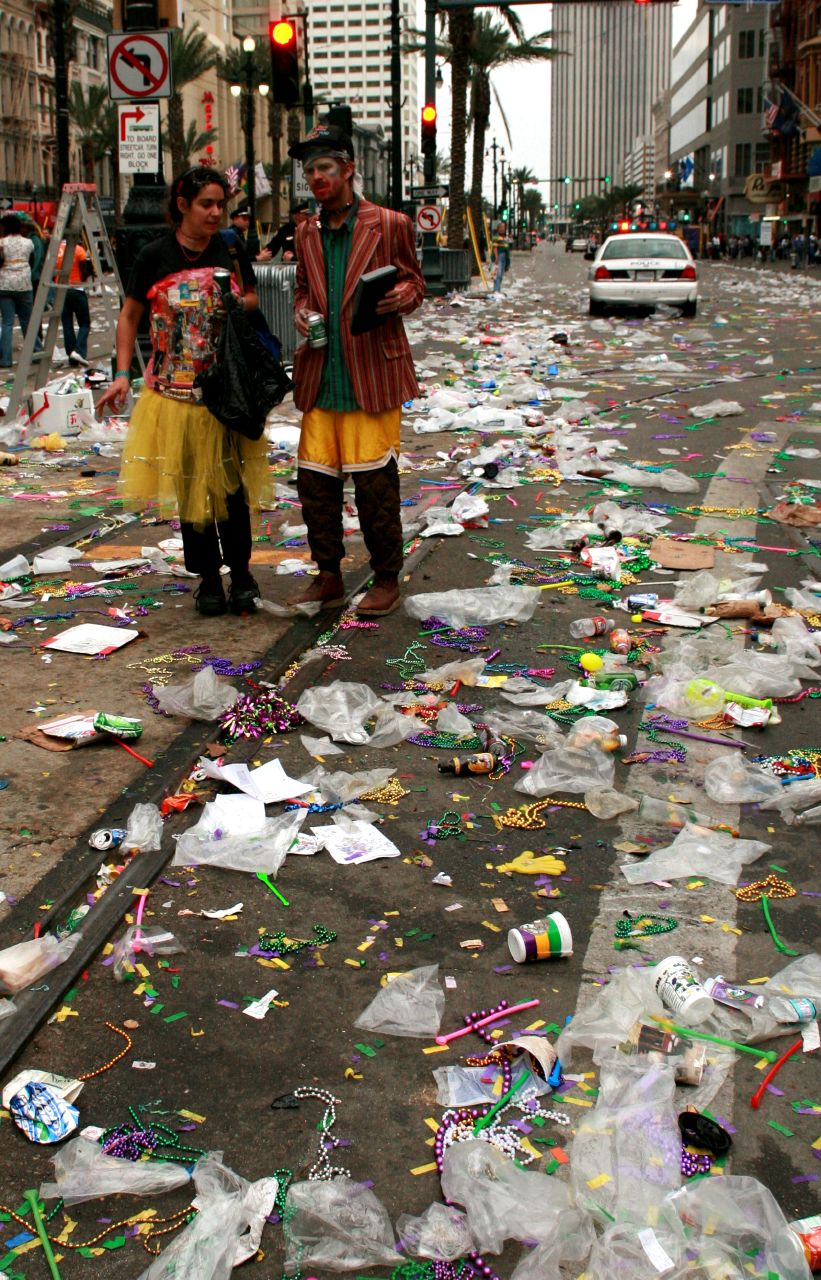
تشويه البيئة الحضرية

تعمل النفايات المنزلية الصلبة مثل مخلفات الأطعمة وقشور الفاكهة والخضروات على تجميع الحشرات التي تنقل السموم والأمراض إلى حيث يمتد بها والانتقال إلى الأماكن المزدحمة بالسكان بالإضافة إلى أن هذه النفايات تلوث الجو بالغازات المنطلقة منها أو الدخان الناتج عن احتراقها فيؤدي إلى تلوث الهواء مما ينجم عنه تلوث كيميائي يتمثل في انبعاث غازات سامة CH4،CO2 التي تشكل أمطار حمضية التي يمكنها أيضا أن تحدث أضرار ببعض أنواع البنايات والآثار التاريخية والتماثيل. هذا يحدث عندما يتفاعل حمض الكبريتيك في تلك الأمطار مع مركبات الكالسيوم في الحجارة (كالأحجار الجيرية أو الرخام أو الغرانيت) لتكوين الجص الذي يتشقق ويسقط. الأمطار الحمضية أيضا تتسبب في إسراع أكسدة الحديد،[1] كما يمكن أن يتفاعل حمض الأزوت (النيتروجين) الموجود فيها مع كثير من المعادن في المنشآت الصناعية ويتسبب في تخريبها.
و تكمن خطورة النفايات عند اقترانها بالمياه التي قد تصل إليها فتعمل على تلوث المياه الجوفية بالإضافة إلى أنها تعتبر مزرعة لتكاثر الكائنات الحية للأمراض مثل الفئران والصراصير والذباب.
إذا لم يتم إتخاذ الاحتياطات اللازمة عند حرق النفايات فإن ذلك يؤدي إلى العبيتي

## نظام تسيير النفايات المنزلية الصلبة
إن تسيير النفايات الصلبة يعني القدرة على التحكم التام في النفايات من لحظة التخلص منها من طرف مالكها إلى غاية معالجتها والتخلص النهائي منها بطرق وأساليب تضمن الحفاظ على السير الحسن لهذه العملية بهدف الوصول إلى محاولة القضاء على الآثار السلبية الناتجة عن تلك النفايات

### عملية جمع النفايات

#### المرحلة الأولى
تحدث على مستوى المنازل أي يقوم الفرد بجمع هذه الفضلات ويأخذها نحو أوعية الجمع في مكان إقامته أو يضعها في الخارج من اجل التخلص منها

#### المرحلة الثانية
تتعلق بالطريق العمومي وتقوم بها البلدية وخلال هذه المرحلة عدة أنظمة
- نظام الرفع من امام المنازل

هذه العملية يقوم بها عمال جمع النفايات الصلبة المنزلية وذلك بحملها من أمام البيوت ويتم رميها إلى مكبات التفريغ وهي المكان النهائي الذي تستقر به النفايات الصلبة المنزلية بعد جمعها من مختلف المجمعات الحضرية القريبة ودلك من أجل المحافظة على نظافة بيئتها وحماية سكانها من خطر إصابتهم بالأمراض بالإضافة إلى تجنب التلوث في بعض الأوساط الطبيعية.

#### أنواع المكبات
- مكب تفريغ مراقب

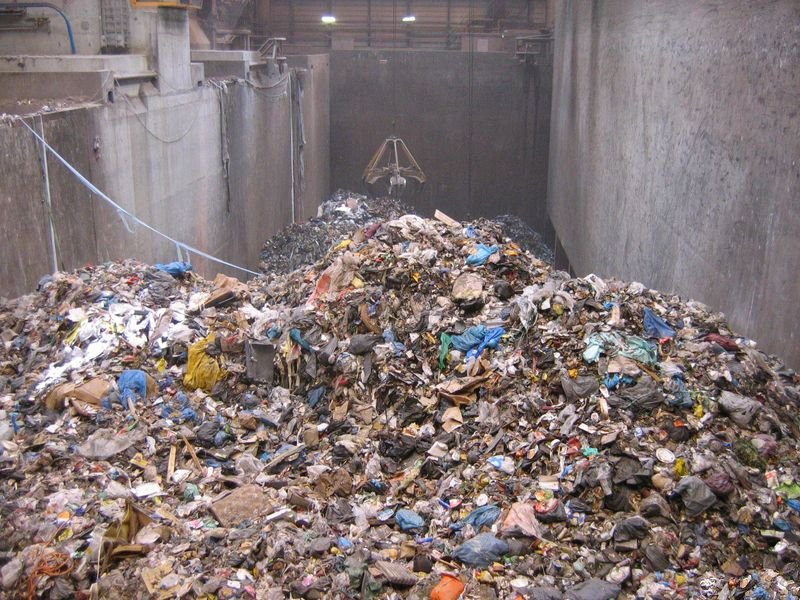
مكب نفايات مراقب

هو مكب يتم اختياره بعد تصريح من السلطات الإدارية ويتم دلك بعد دراسة شاملة للموقع وأثار النفايات على البيئة، بحيث ترمى النفايات به مع احترام القوانين المنظمة للمكب، وتتبع فيه تقنيات جد مضمونة للتخلص بأفضل طريقة ممكنة من هده النفايات بعد فرزها ومعالجتها.
- - مواصفاته

يتميز هدا المكب بتركيبة جيولوجية غير نفوذه للسوائل محدد مدى الاستغلال والتوسع محاط بسياج يبين حدوده له مراكز مراقبة للدخول والخروج منه مزود بتجهيزات تساعد في عملية معالجة النفايات ومزود بميزان وأيضا بشبكة البنية التحتية الخاصة بصرف عصارة النفايات.
- مكب تفريغ غير مراقب

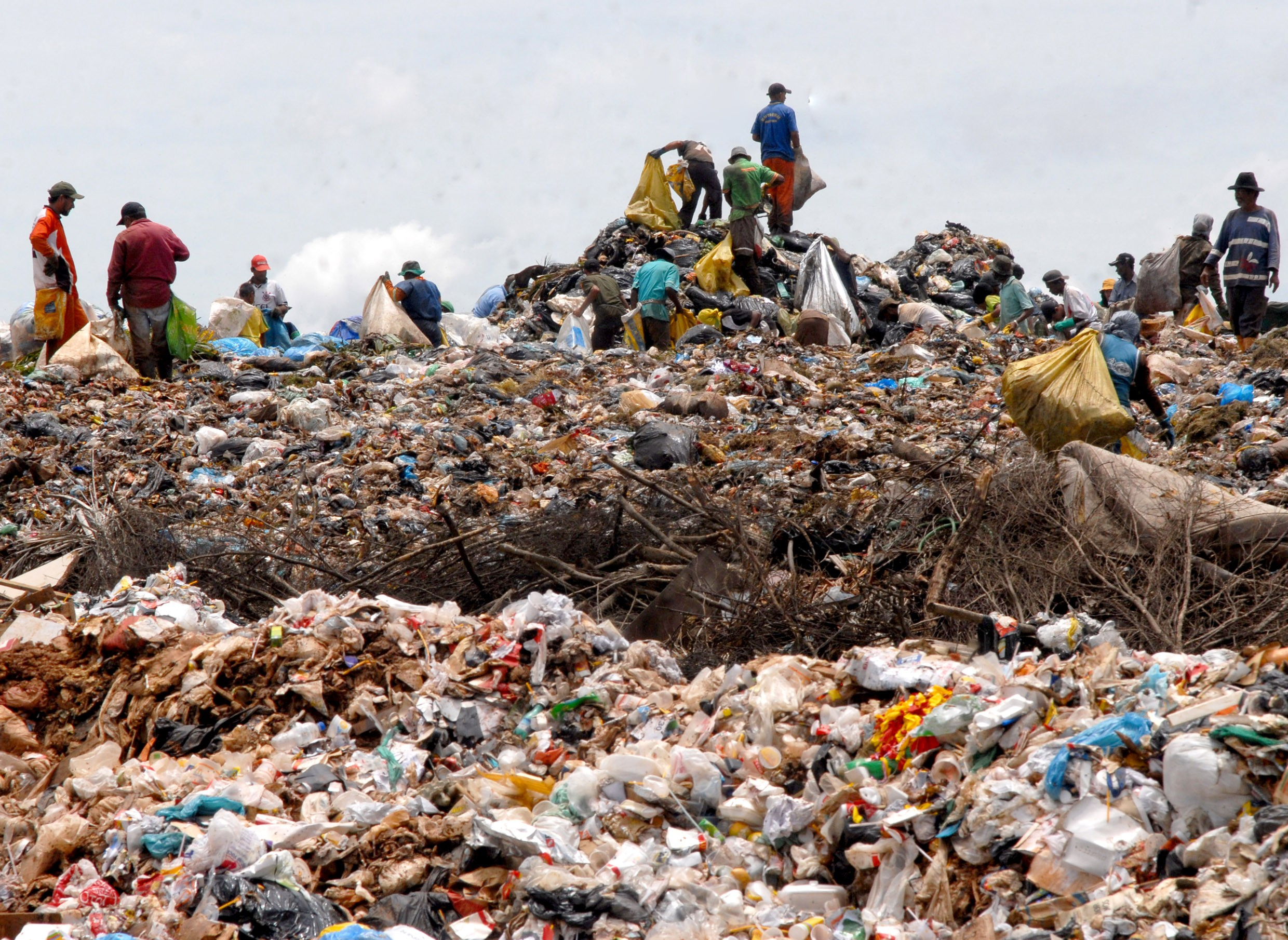
مكب نفايات غير مراقب

هو مكب تم اختياره بطريقة عشوائية إما من طرف السكان لرمي نفاياتهم وغالبا ما يكون داخل النسيج العمراني أو في محيطه، أو مكان تم اختياره من طرف المشرفين على تسيير النفايات ويكون خارج المدينة دون الأخذ بعين الاعتبار أي دراسة أو قانون ينظم هدا الاختيار.
- نظام المساهمة

توضع النفايات في حاويات جماعية من طرف السكان من نوع براميل سعتها من 600 إلى 1100لتر أو صناديق ذات حجم5 إلى 12م³ والتي توضع تحت تصرفهم في أماكن يسهل الوصول إليها
- نظام الجمع الخاص

يتم عن طريق مرور الخواص على البيوت لجمع النفايات المزعجة المنزلية كالأثاث أدوات خشبية البلاستيك المعادن مثل النحاس والألمنيوم والعجلات المطاطية المستعملة
- نظام الجمع الانتقائي

يحتاج إلى توفير أوعية الجمع المتميزة فيما بينها على مستوى مولدي النفايات مثلا عن طريق اللون

## طرق التخلص من النفايات المنزلية الصلبة

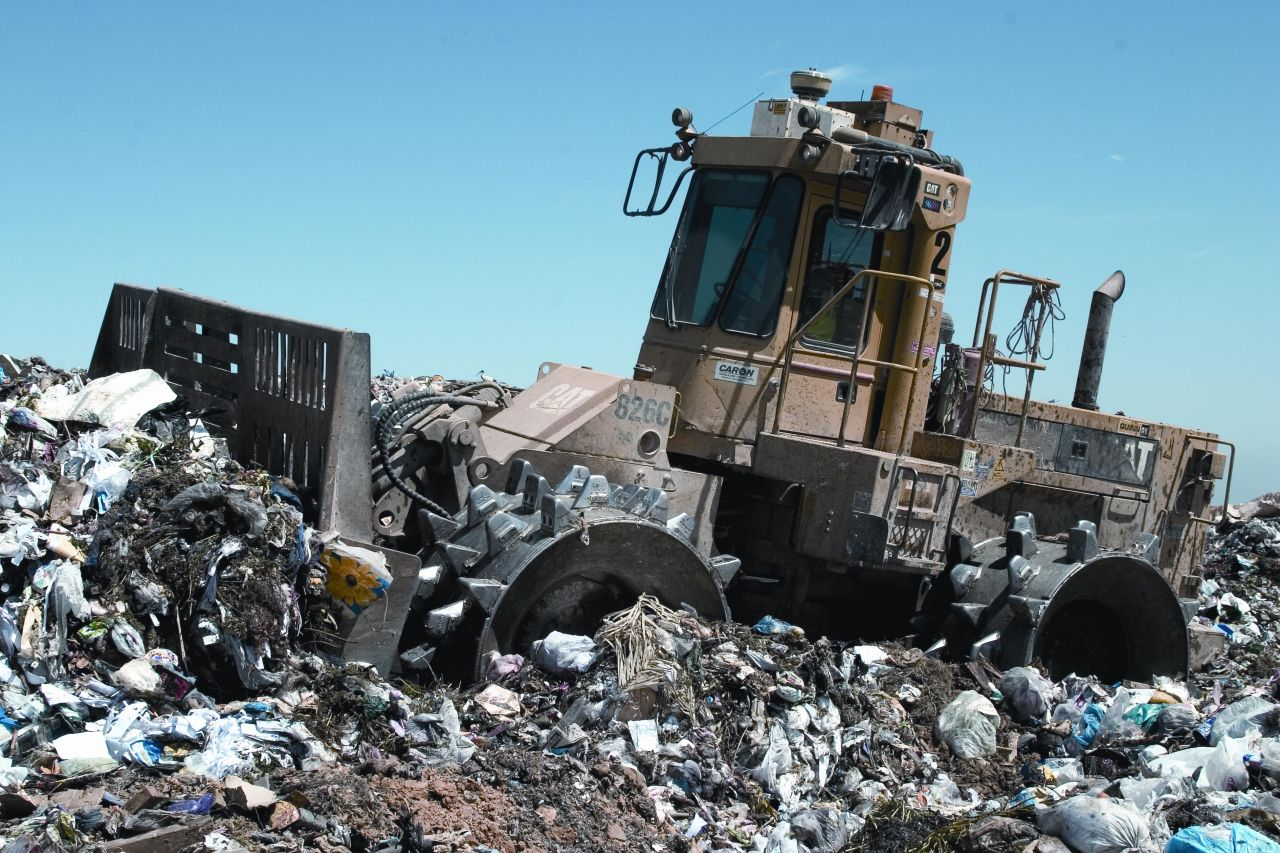
عملية دفع النفايات لطمرها

تعالج النفايات القابلة للتحلل biodegradable بواسطة عدة تقنيات

### تقنية الطمر
تستعمل هده الطريقة (enfouissement) لاحتواء النفايات والتقليل من كمياتها ويتم ذلك عن طريق تقليص حجمها ثم طمرها في حفرة حيث توضع هذه الحفرة ملائمة وموافقة لكمية النفايات المراد طمرها حيث توضع على حوافها وكذا في قاعها طبقة من الاسمنت ثم طبقة من البلاستيك الصلب وهدا من أجل تفادي تسرب المواد السائلة الناتجة من تحلل النفايات تدعى Lu mus إلى جوف الأرض للحفاظ على سلامة المياه الجوفية وهناك شروط لابد من احترامها وهي:
1. أن تحفر الحفرة في منطقة ذات تربة غير نفوذه
2. أن تبعد هذه الحفرة عن التجمعات السكانية على الأقل ب200متر
3. أن تبعد عن المسطحات المائية ب500متر
4. الأخذ بعين الاعتبار اتجاه الرياح السائد في المنطقة
5. أن تكون كمية التساقط قليلة في المنطقة

### إنتاج السماد العضوي
هو عملية بيولوجية يتم بها تحويل النفايات العضوية من طرف الكائنات العضوية الصغيرة(بكتيريا) الموجودة في الهواء إلى تربة سوداء غنية بالمواد المعدنية تسمى بالكومبوست (compostage)وهو سماد طبيعي يستعمل للزراعة والبستنة من أجل تقوية الأرض بالعناصر المغذية للإثراء بمادة الإيموس التي تعتبر أساس الخصوبة والمحافظة على الأراضي.
حيث إن استعمال السماد العضوي محبذ خاصة في حالة غياب الرطوبة أو قلتها ودرجات الحرارة العالية وهدا ما تتميز به الأراضي الجزائرية.

### الترميد

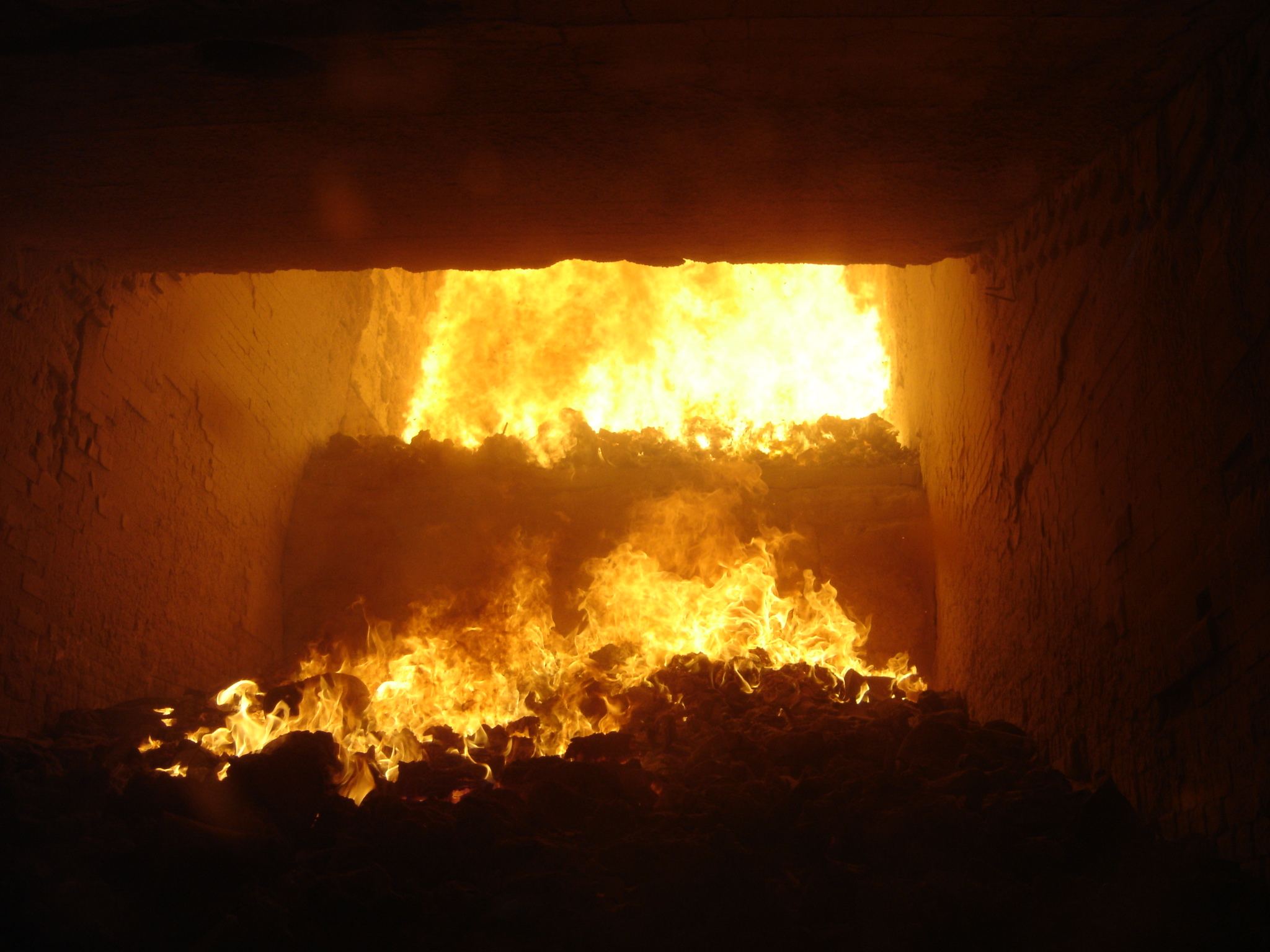
عملية حرق النفايات

يتم حرق النفايات داخل أفران تحت درجة حرارة 1000c°
لتسخين الماء داخل أنابيب خاصة فينتج عنه بخار يشغل مولد لتوليد الطاقة الكهربائية.
- أما النفايات غير قابلة للتحلل ترسكل وتثمن بتقنية إعادة الاستعمال والتصنيع وتساهم رسكلة المواد القابلة للتثمين ايجابيا في التقليل من كمية النفايات التي تم إخلاؤها نحو المكبات العمومية وفي زيادة مدى استغلالها مما يؤدي إلى اقتصاد لا بأس به في عملية استرجاع المواد الأولية.
  - الورق والورق المقوى:يعاد استعماله في صناعة الورق والورق المقوى كمادة أولية ثانوية.
  - الزجاج: يعاد استعمال حطام الزجاج كمادة أولية ثانوية لصناعة زجاج جديد.
  - البلاستيك: يمكن تجديده على شكل حبوب أو حرقه في أفران لربح الطاقة.
  - النسيج: يعاد استعمال الملابس المستعملة كخرق وبطريقة الاستيراد في المصانع كمادة أولية ثانوية.
  - المعادن: يتم استرجاعها على الإطلاق عبر مصانع الحديد أو الأفران حيث 1طن يمكننا من اقتصاد 2500وحدة حرارية.
  - النباتات: يتم استردادها طبيعيا إلى أسمدة.

## طرق التخلص من النفايات المنزلية السائلة

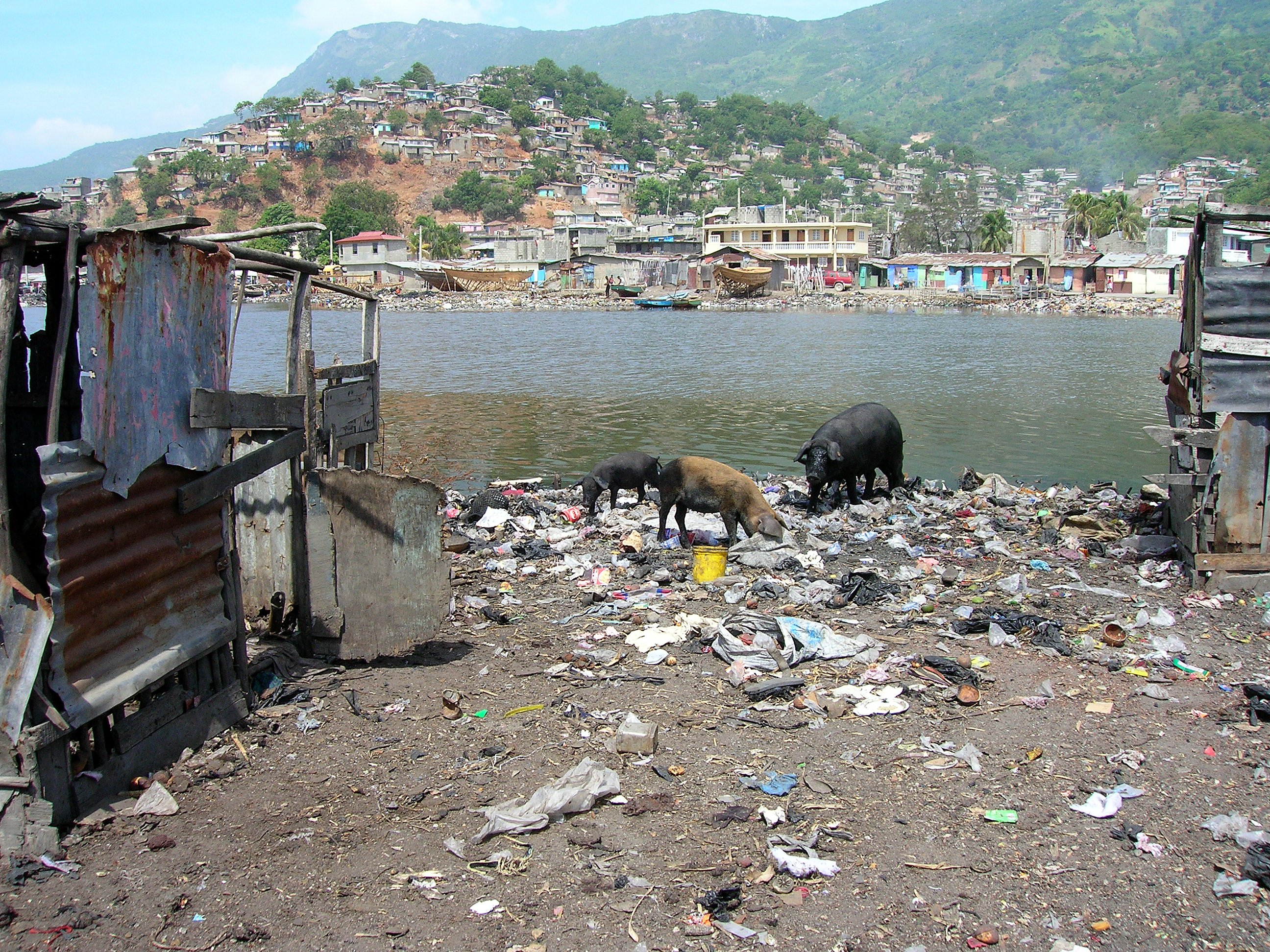
رمي النفايات السائلة في مناطق بيوت الصفيح في هاييتي.

### مرحلة ما قبل المعالجة
سميت هذه المرحلة بالفيزيائية لاعتمادها على الخصائص الفيزيائية للشوائب مثل الحجم الوزن النوعي كثافة الجزيئات والهدف منها
إقصاء الشوائب العضوية وغير العضوية مثل بقايا الخضروات، الكرتون الأقمشة، الرمل، الحصى، الزيوت.

### مرحلة المعالجة الأولية
تهدف هذه المرحلة إلى تخفيض قيم الملوثات الموجودة في مياه المجاري والتخلص من أكبر كمية من المواد العضوية العالقة القابلة للترسيب وتكون إما فيزيائية أو فيزيو كيميائية

### المعالجة الأولية الفيزيائية
- الترسيب الابتدائي

يتم الترسيب الابتدائي خلال أحواض ترسيب راسية هرمية أو مخروطية القاع حتى تنزلق الرواسب إلى رأس المخروط الذي يحتوي على كاشطة متنقلة ومواسير حيث يتم خفض سرعة دخول المياه الحاملة للحمأة إلى حوض الترسيب ويمكن تمييز نوعين من المواد الراسبة
- - النوع الأول ويتشكل هذا النوع من الدقائق الحيوية المنفصلة عن بعضها البعض والتي تتمتع بسرعة ترسيب ثابتة
  - النوع الثاني يتضمن هذا النوع الدقائق المتكاتلة نتيجة فعل طبيعي أو عملية تكتل اصطناعي إن ترسب تلك الدقائق في الوسط ضعيف التركيز يتم بشكل إفرادي ولكن سرعتها تتغير خلال عملية السقوط نتيجة اصطدامها بدقائق أخرى تزيد من حجمها وبالتالي تزيد من سرعة ترسيبها
- التعويم

تحدث عملية التعويم في الشروط التي تكون فيها الكتلة الحجمية للمادة المعلقة اقل من الكتلة الحجمية للوسط السائل المحيط بها اما إذا كانت كثافة المواد المراد تعويمها أعلى من كثافة الماء يمكننا إحداث تعويم محرض لهاو ذلك بربط الدقائق المعلقة بفقاعات غاز ما ﴿الهواء بشكل اخص﴾ لتشكيل مجموعة متكاملة﴿ غاز جسم معلق﴾اقل كثافة من السائل المحيط به

### مرحلة المعالجة الثانوية البيولوجية
تعتمد على ظاهرة طبيعية حيوية حيث تقوم البكتيريا بتكسير المركبات العضوية وتحويلها إلى مركبات غير ضارة والهدف منها
1. تخثر وإزالة المواد الغروية الصلبة غير قابلة للترسيب
2. تثبيت المواد العضوية
3. تقليل نسب المواد العضوية الموجودة في الحماة
4. التخلص من المغذيات مثل النتروجين والفوسفور.

و هناك عوامل مؤثرة على المعالجة البيولوجية
الحمل العضوي وهو قيمة المواد العضوية بالنسبة لكمية البكتيريا كما أن درجة الحرارة للمعالجة تكون من C °5 إلى C° 40. كلما زادت درجة الحرارة زاد نشاط البكتيريا توفر درجة الpH اللازمة للمعالجة من 7الى 8,5 بالإضافة إلى توفر الوسط المناسب لنمو البكتيريا إذ تحتاج الكائنات الدقيقة حتى تتكاثر وتؤدي عملها بشكل مناسب إلى كربون وطاقات مغذية

### مرحلة المعالجة الثالثية
إن العمليات التي سبقت في المعالجة ليس من المتوقع أن تزيل كل الكائنات الحية الدقيقة وذلك على الرغم من انخفاض أعدادها بشكل واضح ومؤثر لذلك تلجأ المحطات لمعالجة ثالثية كآخر مرحلة لتنقية المياه والهدف من هذه المعالجة
1. إزالة المواد العالقة وتخفيض (DBO(demande biologique en oxygène الطلب العضوي للاكسجين من المياه المعالجة
2. تخفيض تراكيز العوامل الممرضة مثل البكتيريا وبيوض الديدان المعوية تجنبالأي ضرر يمكن أن ينجم عنها.

## توعية
إن النفايات هي مسؤولية كل مواطن، فرغم وجود القوانين الصارمة لحماية البيئة والمواطن إلا أنه هناك عدة تجاوزات وعليه يجــب
1. توعية المواطن بخطورة النفايات.
2. التأكد من تطبيق القوانين البيئية من طرف المعنيين بالأمر.
3. إدخال مفهوم تثمين النفايات إلى ثقافة كل مواطن.
4. إدخال برامج التوعية في المنظومة التربوية لإنشاء جيل واعي.

وتبقى النفايات المنزلية من مشاكل العصر بسبب سوء تسييرها من جهة ونقص في ثقافة الإنسان من جهة أخرى